# Бозизьо-Парини
Бозизьо-Парини (итал. Bosisio Parini) — коммуна в Италии, располагается в области Ломбардия, подчиняется административному центру Лекко.
Население коммуны составляет 3090 человек, плотность населения составляет 468 чел./км². Занимает площадь 6,6 км². Почтовый индекс — 22040. Телефонный код — 031.
Покровительницей коммуны почитается святая Анна, празднование 26 июля.